# Cladopus austrosinensis
Cladopus austrosinensis là một loài thực vật có hoa trong họ Podostemaceae. Loài này được Mak.Kato & Y.Kita mô tả khoa học đầu tiên năm 2003.